# Saint-Just, Puy-de-Dôme
 Saint-Just  là một xã ở tỉnh Puy-de-Dôme trong vùng Auvergne-Rhône-Alpes miền trung nước Pháp.